# Suffridus Petrus
Suffridus Petrus (auch: Sjoerd Pietersz; * 15. Juni 1527 in Leeuwarden; † 23. Januar 1597 in Köln) war Historiker, Philologe, Jurist und Universitätsprofessor.

## Leben
Er war eigentlich Jurist, studierte aber ab 1547 klassisches Altertum in Löwen bei Peter Tiara und wurde dort später Privatdozent. Danach ging er nach Erfurt, wo er 1557 zum Professor für klassische Sprachen ernannt wurde. Er befasste sich mit Cicero, aber von den Büchern kam bis 1568 nur eine Teilausgabe zustande. Bereits 1562 wurde er dann Sekretär und  Bibliothekar des Erzbischofs von Mechelen, Kardinal Granvelle. Aber 1564 kehrte er nach Löwen zurück und hatte sich der  Historiographie zugewandt. Von 1567 bis 1570 sammelte er dann Daten in Westfriesland. Aus der Geschichtsschreibung zog er den Schluss, dass die Kenntnis der Vergangenheit, vor allem der historischen Tatsachen, der Jurisprudenz nützlich sein kann. Im Jahr 1577 kam er als Professor nach Köln. Er erhielt dort eine Stelle als Kanoniker an der Kirche der Hl. Aposteln.  
1590 wurde er zum Geschichtsschreiber für die westfriesischen Stände berufen, was bemerkenswert war, da hier die calvinistischen Stände den Katholiken Petrus beriefen. Aber er war kein politischer Mensch und hatte sein Leben dem Studium gewidmet. Er wurde für das Gebiet der friesischen Geschichte bekannt und hatte viele Auseinandersetzungen mit dem Ostfriesen Ubbo Emmius. Nach seinem Tod 1597 führte sein Schüler und Nachfolger als Landeshistoriograph Bernardus Furmerius (1542–1616) die Auseinandersetzung weiter. 
Petrus war verheiratet, seine Frau verstarb in Köln. Das Paar hatte einen Sohn, über beide ist nichts Weiteres bekannt.

### Werke
- 1590, Suffridi Petri, De Frisiorum antiquitate et origine libri tres   Digitalisat
- Suffridi Petri Leovardiensis Frisii Orationes quinque de multiplici utilitate linguae Graecae Digitalisat
- 1603, Apologia Suffridi Petri Pro antiquitate & origine Frisiorum Digitalisat
- De illvstribvs ecclesiae scriptoribvs Digitalisat
- De Scriptoribus Frisiae Decad. XVI. et semis Digitalisat
- Gesta Episcoporum Leovanensium
- De illustribus Ecclesiae scriptoribus auctores

Zu seinen Werken bemerkt der ADB: Aber ihm fehlte Kritik und noch mehr Liebe zur Wahrheit.